# NGC 4504
NGC 4504 (również PGC 41555) – galaktyka spiralna z poprzeczką (SBc), znajdująca się w gwiazdozbiorze Panny. Odkrył ją William Herschel 20 marca 1789 roku.